# 245ª Squadriglia
La 245ª Squadriglia fu un reparto attivo nella Regia Aeronautica (Seconda guerra mondiale).

## Storia

### Seconda guerra mondiale
Nell'ambito del Corpo di spedizione italiano in Russia la 245ª Squadriglia da Trasporto, comandata dal Capitano Ernesto Caprioglio, nasce il 1º settembre all'Aeroporto di Bucarest-Henri Coandă dove arrivarono 4 Savoia Marchetti S.M.81 dall'Italia, arrivati poi a Krivoi Rog dove nel settembre 1941 si aggiunsero ai due trimotori già presenti sull'aeroporto russo e dopo alcuni giorni altri due SM 81 arrivati dall'Italia.
All'inizio del 1943 ripiegano sull'aeroporto di Odessa dove rimasero fino al marzo successivo quando rientrano in Italia.